# 解惠清
解惠清（1986年9月13日—），中國女演員，毕业于北京電影学院。

## 电视剧
- 2007年：《迷离案中案》饰 爱娟
- 2010年：《少林寺传奇2》饰 小翠
- 2010年：《金婚风雨情》饰 耿耿（少年）
- 2010年：《开漳圣王》饰 陈元春
- 2010年：《县长老叶》饰 叶小丹
- 2010年：《丑女无敌完美季》饰 林无心
- 2011年：《风华正茂》饰 蔡畅
- 2011年：《我和老妈一起嫁》饰 苏嘉嘉
- 2012年：《丈夫的秘密》饰 雷秒
- 2012年：《奸细》饰 阿梅
- 2012年：《钟馗传说》饰 美小寒
- 2012年：《嫁入豪门》饰 曹莉
- 2013年：《红轿子》饰 阿菊
- 2013年：《土地公土地婆》饰 赵娥
- 2014年：《红高粱》饰 灵儿
- 2015年：《妈妈向前冲》饰 尹蓓蓓
- 2015年：《嘿！真不是闹着玩的》饰 艳丽
- 2016年：《铁血将军》饰 范树萍
- 2016年：《咱们相爱吧》饰 康思淳
- 2017年：《主妇也要拼》饰 郝薇儿
- 2019年：《陇原英雄传》
- 2019年：《苦菜花》